# Дмитриев, Михаил Владимирович
Михаи́л Влади́мирович Дми́триев (род. 7 ноября 1958, Москва) — советский и российский историк-славист, доктор исторических наук (2001). Профессор кафедры истории южных и западных славян (ИЮЗС) исторического факультета МГУ (2003—2024). Директор Центра украинистики и белорусистики кафедры ИЮЗС ИФ МГУ (с 1991 ?). Ведущий научный сотрудник Института славяноведения РАН (по совместительству). Recurrent visiting professor, Центрально-Европейский университет, Будапешт (с 2003 года). Ведущий научный сотрудник Лаборатории медиевистических исследований НИУ ВШЭ (с 2012 года, по совместительству).
Приглашённый профессор в университетах Вены (1992), Альберты (Эдмонтон, Канада) (1993—2000), Париж-1 Пантеон-Сорбонна (1994—1999), Монпелье III (2004), а также Центрально-Европейском университете (Будапешт) (2002—2012).

## Биография
В 1976—1981 годах — студент исторического факультета МГУ (специализация по кафедре истории южных и западных славян). С 1981 года — аспирант МГУ; научные руководители: И. В. Созин, И. А. Воронков, А. И. Клибанов.
Кандидат исторических наук (1984, диссертация Реформационные движения в восточно-славянских землях Речи Посполитой во второй половине XVI — первой половине XVII вв.). С 1984 года преподаёт на кафедре истории южных и западных славян МГУ.
В 2001 году защитил докторскую диссертацию «Киевская митрополия во второй половине XVI в. и генезис Брестской церковной унии 1595—1596 гг.».

## Научные интересы
История православия, протестантизма, католицизма в Восточной Европе в XV—XVII вв.; сравнительная история европейских религиозных и религиозно-культурных традиций в Средние века и Новое время; история религиозной терпимости и нетерпимости, генезис и эволюция национального самосознания в православных и западнохристианских странах Европы

## Центр украинистики и белорусистики
По инициативе М. В. Дмитриева был создан Центр украинистики и белорусистики (ЦУБ) МГУ. ЦУБ был создан весной 1991 года как подразделение ассоциации «Гуманитарное знание» постановлением Ученого Совета Исторического факультета МГУ от 22 февраля 1991 г. и приказом президента ассоциации «Гуманитарное знание» проф. Ю. М. Осипова от 6 мая 1991 г. Центром руководит д. и. н., профессор М. В. Дмитриев.
ЦУБ реализует ряд научно-исследовательских проектов. Часть материалов коллективного спецкурса по истории Украины была опубликована отдельным изданием. В 1995 г. на средства фонда Петра Яцыка (Канада) и Института «Открытое общество» был издан первый том «Исследований по истории Украины и Белоруссии».
Начиная с 1993 года Центр украинистики и белорусистики МГУ участвует в международной исследовательской программе «Влияние православия и западного христианства на общества. Сравнительный подход». Основной её целью является выяснить конфессионально культурные особенности византийско-православных и западно-христианских традиций и степень их воздействия на развитие украинско-белорусского, польско-литовского и русского обществ в средневековье и новое время. В 1996 году были опубликованы материалы российско-французского коллоквиума, посвященного сравнительному изучению социальной роли православного и католического монашества в Средние века.

## Основные работы
Автор около 200 научных публикаций (более 100 статей), в том числе 4 книг.

### Монографии
- Дмитриев М. В. Между Римом и Царьградом. Генезис Брестской церковной унии 1595—1596 гг. М.: Изд-во МГУ, 2003.
- Dmitriev M. Dissidents russes. II. Matvej Baskin. Le starec Artemij. Baden-Baden: V. Koerner-Verlag, 1999 (=Bibliotheca dissidentium. Répértoire des non-conformistes religieux des seizième et dix-septième siècles. Vol. XX. Ed. par A. Séguenny)
- Dmitriev M. Dissidents russes. I. Feodosij Kosoj. Baden-Baden: V. Koerner-Verlag, 1998 (=Bibliotheca dissidentium. Répértoire des non-conformistes religieux des seizième et dix-septième siècles. Vol. XIX. Ed. par A. Séguenny)
- Дмитриев М. В. Православие и Реформация. Реформационные движения в восточнославянских землях Речи Посполитой во второй половине XVI века. М.: Изд-во МГУ, 1990.

### Под редакцией
- Православие Украины и Московской Руси в XV—XVII веках: общее и различное / под ред. М. В. Дмитриева. М.: «Индрик», 2012.
- Евреи и христиане в обществах православных стран Восточной Европы / под ред. М. В. Дмитриева. М.: Индрик, 2011
- Религиозные и этнические традиции в формировании национальных идентичностей в Европе. Средние века — Новое время / под ред. М. В. Дмитриева; Religion et ethnicité dans la formation des identités nationales en Europe. Moyen Age — Epoque moderne. Sous la dir. de Mikhail V. Dmitriev М.: Индрик, 2008.
- Les Chrétiens et les Juifs dans les sociétés de rites grec et latin. Approche comparative. Actes du colloque organisé les 14-15 juin 1999 à la Maison des Sciences de l’Homme (Paris).Textes réunis par M. Dmitriev, D. Tollet et E. Teiro. Paris: Honoré Champion Éditeur, 2003.
- Être catholique, être orthodoxe, être protestant. Confessions et identités culturelles en Europe médiévale et moderne. Études réunies et publiées par Marek Derwich et Mikhaïl V. Dmitriev. Wroclaw: LARHCOR, 2003.
- Fonctions sociales et politiques du culte des saints dans les sociétés de rite grec et latin au Moyen Âge et à l’époque moderne. Approche comparative. Sous la dir. de M. Derwich et M. Dmitriev. Wroclaw: LARHCOR, 1999
- Moines et monastères dans les sociétés de rite grec et latin. Études publiées par J.-L. Lemaitre, M. Dmitriev et P. Gonneau. Genève, 1996.
- Исследования по истории Украины и Белоруссии. Вып. 1. М., 1995.
- Oчерки по истории Украины. М., 1993